# Розов, Николай Николаевич (почвовед)
Николай Николаевич Розов (апрель 1909 — 30 мая 1986) — советский почвовед, картограф. Доктор географических наук (с 1962). Старший научный сотрудник Почвенного института им. В. В. Докучаева.

## Биография
Родился в апреле 1909 года в крестьянской семье.
Учился в сельской школе и в средней школе в Ленинграде. В 1931 г. окончил географический факультет Ленинградского государственного университета.
С 1932 г. работал в отделе географии и картографии почв Почвенного института им. В. В. Докучаева АН СССР.
Умер 30 мая 1986 года после непродолжительной болезни.

## Научная деятельность
Проводил почвенно-географические исследования в лесостепной и степной зонах (местах образования чернозёма) Русской равнины, Западной Сибири, в Северном Казахстане, а также в Восточной Азии.
Является автором обзорных почвенных карт СССР, соавтором почвенной карты Европейской части СССР (премия АН СССР им. В. В. Докучаева, 1947), почвенных карт Европы и мира, а также работ по учёту земельных ресурсов, классификации почв, генезису чернозёмов и серых лесных почв.
Был одним из родоначальников почвенно-картографической школы.

### Сочинения
- Почвенная карта СССР и её географический анализ : диссертация … доктора географических наук : 11.00.00. — [Б. м.], 1961. — 376 с. : ил. + Прил. (6 отд. л. карт в папке. 31х34 см.
- Почвенный покров мира : почв.-биоклимат. обл. мира и их агроэкол. характеристика : [учеб. пособие для почв. фак. ун-тов] / под ред. Г. В. Добровольского. — Москва : Изд-во МГУ, 1979. — 287 с., 1 л. карт. : ил.; 22 см.
- Почвенная карта СССР : [Карты] : учебная карта / сост. Науч.-ред. картосост. частью ГУГК в 1970 г. по материалам Почв. ин-та им. В. В. Докучаева под общ. науч. ред. Н. Н. Розова; ред. Г. П. Ефимова. — 1:5 000 000, 50 км в 1 см. — Москва : ГУГК, 1972. — 4 л. в общ. рамке : цв.; 72x104 см.

## Награды и звания
Золотая медаль имени В. В. Докучаева (1975) — по совокупности работ в области почвоведения.